# Pressath
Pressath település Németországban, azon belül Bajorországban. Lakosainak száma 4287 fő (2023. december 31.).

## Népesség
A település népessége az elmúlt években az alábbi módon változott:
| Lakosok száma | 1867 | 3293 | 3901 | 4572 | 4423 | 4429 | 4316 | 4330 | 4267 | 4287 |
|               | 1875 | 1950 | 1975 | 1987 | 2012 | 2014 | 2016 | 2017 | 2021 | 2023 |